# Động đất Kemin năm 1911

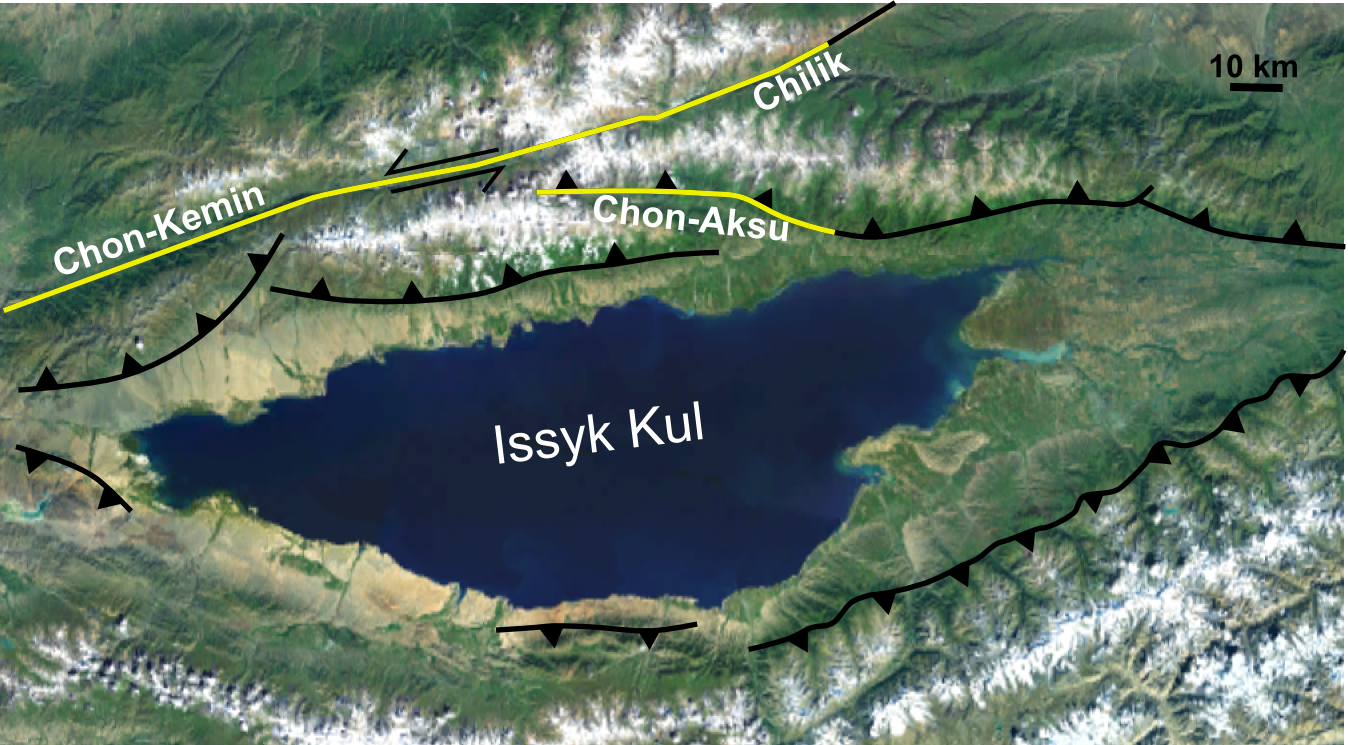
cấu trúc địa chất chính quanh hồ Issyk Kul với vùng của đất vỡ từ trận động đất năm 1911 thể hiện bằng màu vàng

Trận động đất Kebin năm 1911 trận động đất Chon-Kemin, xảy ra ở Turkestan thuộc Nga vào ngày 03 tháng 1 năm 1911. Được ghi nhận có cường độ 7.7, nó giết chết 452 người, phá hủy hơn 770 tòa nhà (mà hầu như tất cả các thành phố) ở Almaty, Kazakhstan, và kết quả là 125 dặm (201 km) của bề mặt đứt gãy trong các thung lũng của Chon-Kemin, Chilik và Chơn-Aksu. 

## Thiệt hại
Hầu hết các cư dân của khu vực sống trong yurt, mà là tương đối kháng động đất và không gây tử vong ngay cả khi các căn lều này sụp đổ. Các thiệt hại lớn nhất và hầu hết các thương vong do lở đất gây ra bởi trận động đất, với 452 người thiệt mạng và một người bị thương 740 người. Gần 1.100 ngôi nhà và 4.545 yurt đã bị phá hủy bởi trận động đất và do lở đất.